# Stanisław Florian Potocki

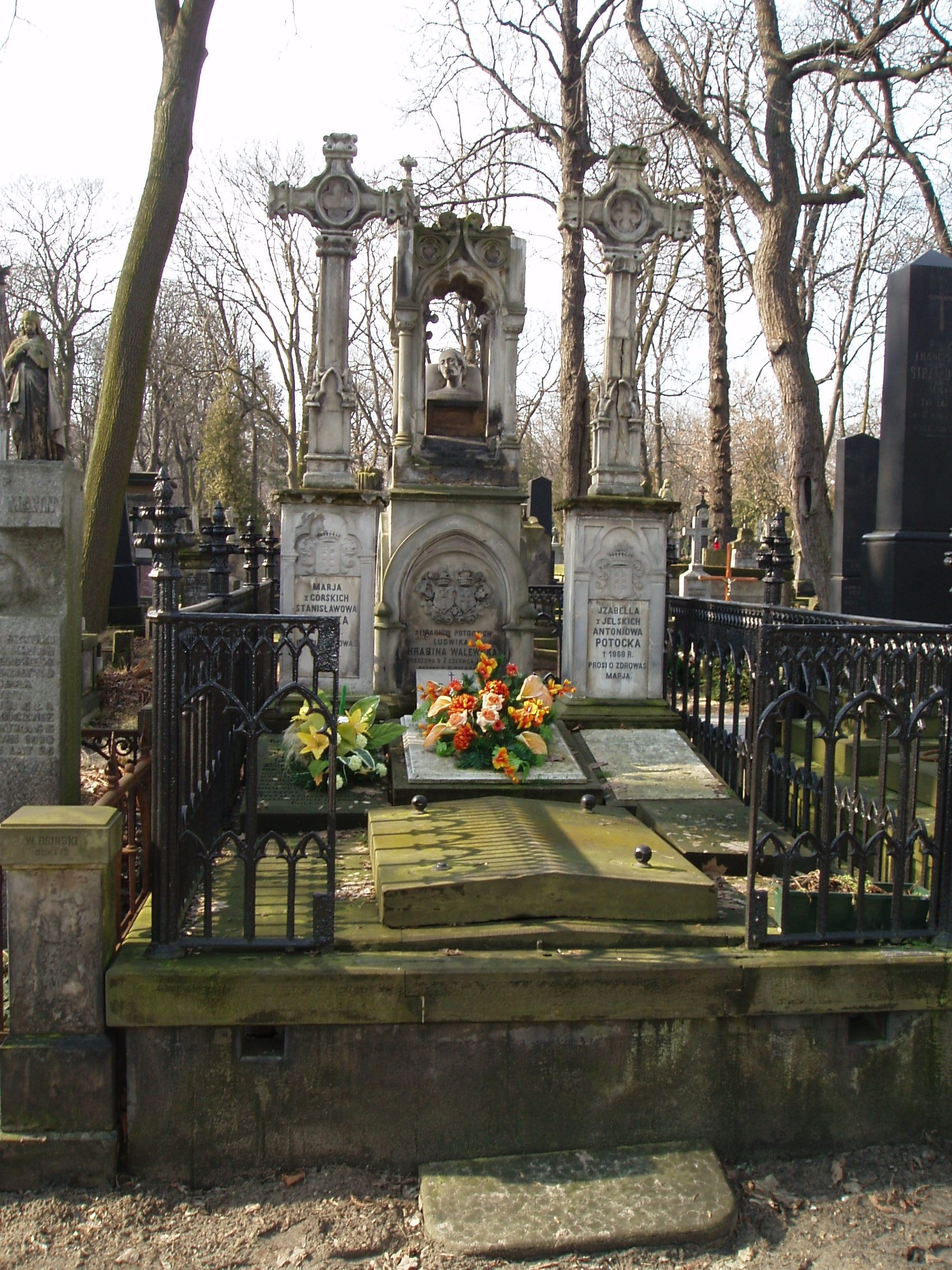
Grobowiec Potockich na Powązkach

Stanisław Florian Potocki herbu Pilawa, Staś Potocki, starościc halicki (ur. 6 maja 1776 w Monasterzyskach, zm. 30 listopada 1830 w Warszawie) – hrabia, członek rodu Potockich; generał piechoty w Królestwie Polskim, senator-wojewoda Królestwa Polskiego, generał adiutant Jego Cesarskiej Mości, komandor maltański w Wielkim Przeoracie Katolickim w Rosji (w zakonie od 1807 roku).
Z uwagi na niewielki wzrost nazywany Stasiem. Pierwowzór studenta w Krakowiakach i Góralach Wojciecha Bogusławskiego. Jego praprawnukiem był Henryk Dobrzański "Hubal".

## Życiorys
Był synem starosty halickiego i czorsztyńskiego Józefa Makarego Potockiego, wnukiem kasztelana lwowskiego Józefa Potockiego, bratem generała Antoniego Potockiego. Jego synem z małżeństwa z hrabiną Józefą Sołłohubówną był Leon Potocki, polski pamiętnikarz.
Pierwszą jego żoną była Józefa Sołłohub, córka Jerzego Sołłohuba, posła na Sejm 1776, którą poślubił w 1797. Była ona matką Leona. Związek ten został zakończony rozwodem, drugą żoną była Marianna Górska, którą poślubił w lutym 1815.
Karierę wojskową rozpoczął jeszcze w czasie powstania kościuszkowskiego, gdzie był adiutantem księcia Józefa Poniatowskiego, uczestnik wojen napoleońskich. Odznaczył się w 1809  pod Zamościem i Sandomierzem.
Od 1811 należał do loży Wielki Wschód Narodowy Księstwa Warszawskiego. Dowódca 1 Dywizji Piechoty Królestwa Kongresowego w latach 1818–1829.
W nocy z 29 na 30 listopada 1830 roku usiłował zażegnać wybuch powstania; został wówczas ciężko ranny w wyniku postrzału z broni palnej. Po upływie kilkunastu godzin zmarł w męczarniach w domu Jana Łubieńskiego przy ul. Senatorskiej.
Istnieją dwie wersje dotyczące śmierci generała: pierwsza mówi, że został postrzelony przez powstańców, natomiast druga, że został postrzelony przez szpiega rosyjskiego, który go rozpoznał. Wraz z sześcioma innymi Polakami "wiernymi monarsze" gen. Potocki został na rozkaz cara Mikołaja I upamiętniony na nieistniejącym monumencie wzniesionym na Placu Saskim.
Na grobie na Powązkach umieszczono napis: "Tu spoczywają zwłoki Stanisława Potockiego jenerała piechoty wojsk polskich. Zgon jego był wyobraźnią życia, gdyż tak spokojnie umarł, jak ten, którego żadna zgryzota sumienia nie dręczyła, a na chwilę porzed skonaniem te ostatnie słowa wyrzekł: "Byłem zawsze cnotliwym człowiekiem, i dobrym Polakiem".
Został pochowany na cmentarzu Powązkowskim w Warszawie (kwatera 25-1/2-19/20).

## Odznaczenia
Posiadacz Krzyża Kawalerskiego Orderu Virtuti Militari (1808), Kawaler a później Oficer francuskiego Orderu Legii Honorowej (1807 i 1812), Kawaler westfalskiego Orderu Korony (1812), Kawaler Orderu Świętego Stanisława II klasy (1818), odznaczony wielką wstęgą pruskiego Orderu Orła Czerwonego I klasy (1829), rosyjskimi orderami św. Aleksandra (1830), św. Anny I klasy (1820) i Świętego Włodzimierza III klasy (1816). W 1830 roku został nagrodzony Znakiem Honorowym za 25 lat służby.